# Garo (företag)
Garo Aktiebolag, av företaget skrivet GARO Aktiebolag, är ett svenskt börsnoterat verkstadsföretag som utvecklar och tillverkar produkter och system för elinstallationsmarknaden. Bolaget grundades ursprungligen 1939 och har sitt huvudkontor i Gnosjö, Jönköpings län.
År 2016 blev Garo börsnoterat på Stockholmsbörsen.
Företaget under 2020-talet gjort en satsning på laddbox marknaden med laddboxen Garo Entity Pro. 